# The Broken Trail
The Broken Trail è un cortometraggio del 1911. Non si conosce il nome del regista. Il film fu prodotto dalla Kalem Company e interpretato da Alice Joyce, George Melford e Carlyle Blackwell.

## Trama
Una famigliola di coloni viene attaccata dagli indiani che uccidono i genitori. I bambini si salvano perché Jack, il più piccolo, è nascosto tra l'erba, mentre il più grande, Dick, è via, a raccogliere la legna. Il ragazzo riesce a fuggire senza farsi vedere trovando poi rifugio in una capanna di coloni che lo accolgono come loro figlio. Il piccolo Jack, invece, viene raccolto dai soldati che arrivano sul luogo del massacro attirati dal fumo dell'incendio e che gli mettono al collo il medaglione della madre morta.
I due ragazzi crescono ignari uno dell'altro. Anni dopo, si incontrano senza riconoscersi. Innamorati della stessa ragazza, diventano rivali e Dick gioca uno scherzo malevolo per mettere fuori gioco Jack. Quando però scopre che il giovane è il fratello perduto, preso dal rimorso, si perde tra le montagne.

## Produzione
Il film fu prodotto dalla Kalem Company.

## Distribuzione
Distribuito dalla General Film Company, il film - un cortometraggio di una bobina - uscì nelle sale statunitensi il 10 febbraio 1911.